# Economidichthys trichonis
Economidichthys trichonis är en fiskart som beskrevs av Economidis och Miller, 1990. Economidichthys trichonis ingår i släktet Economidichthys och familjen smörbultsfiskar. IUCN kategoriserar arten globalt som starkt hotad. Inga underarter finns listade i Catalogue of Life.